# 陳嘉謨
陳 嘉謨（ちん かぼ）は中華民国の軍人。北京政府・直隷派に属した。字は峴亭。

## 事跡
直隷派指導者の曹錕率いる陸軍第3師で昇進を重ねる。1922年（民国11年）8月、陸軍中将の位を授けられる。1924年（民国13年）、湖北督軍蕭耀南から蒲通鎮守使兼第25師師長に任命された。同年8月、儀威将軍の位を授与されている。1925年（民国14年）、湖北第25師師長兼武漢警備総司令に任命された。
1926年（民国15年）2月、蕭耀南が急病死したため、呉佩孚からその後任として湖北督弁兼省長に任命された。しかし、同年10月、中国国民党の北伐軍に武昌を攻略され、陳嘉謨自身も捕虜とされた。
1927年（民国16年）に釈放され、天津に居住したが、同年中に死去した。